# Carlos Ramírez
Carlos Ramírez, född den 12 mars 1994 i Medellín, är en colombiansk tävlingscyklist som tävlar i BMX.
Han tog OS-brons i BMX i samband med de olympiska tävlingarna i cykelsport 2016 i Rio de Janeiro. Vid olympiska sommarspelen 2020 i Tokyo tog Ramírez brons i BMX-racing.